# Haliophyle euclidias
Haliophyle euclidias là một loài bướm đêm thuộc họ Noctuidae. Nó là loài đặc hữu của Kauai.
Ấu trùng ăn ferns.